# Galea flavidens
Galea flavidens là một loài động vật có vú trong họ Caviidae, bộ Gặm nhấm. Loài này được Brandt mô tả năm 1835.